# William Porter
William « Bill » Franklin Porter II (né le 24 mars 1926 à Jackson - mort le 10 mars 2000 à Irvine) est un athlète américain spécialiste du 110 mètres haies.
Étudiant à l'université de l'Ouest du Michigan, il remporte en 1948 son unique titre de l'Amateur Athletic Union (AAU). Qualifié pour les Jeux olympiques d'été de 1948 à Londres, Bill Porter remporte la médaille d'or du 110 m haies avec le temps de 13 s 9, devant ses compatriotes Clyde Scott et Craig Dixon, et profitant de l'absence de Harrison Dillard, le meilleur spécialiste des haies hautes de l'époque non qualifié sur 110 m haies à Londres.

## Palmarès
| Année | Compétition     | Lieu    | Résultat | Marque |
| ----- | --------------- | ------- | -------- | ------ |
| 1948  | Jeux olympiques | Londres | 1er      | 13 s 9 |